# Liste der Biografien/Kif
Liste der Biografien |
Portal Biografien |
Personensuche
# |
A |
B |
C |
D |
E |
F |
G |
H |
I |
J |
K |
L |
M |
N |
O |
P |
Q |
R |
S |
T |
U |
V |
W |
X |
Y |
Z |
?
 
Ka |
Kb |
Kc |
Kd |
Ke |
Kf |
Kg |
Kh |
Ki |
Kj |
Kl |
Km |
Kn |
Ko |
Kp |
Kr |
Ks |
Kt |
Ku |
Kv |
Kw |
Ky |
Kx |
Kz
 
Kia |
Kib |
Kic |
Kid |
Kie |
Kif |
Kig |
Kih |
Kii |
Kij |
Kik |
Kil |
Kim |
Kin |
Kio |
Kip |
Kir |
Kis |
Kit |
Kiu |
Kiv |
Kiw |
Kix |
Kiy |
Kiz
Die Liste der Biografien führt alle Personen auf, die in der deutschsprachigen Wikipedia einen Artikel haben. Dieses ist eine Teilliste mit 16 Einträgen von Personen, deren Namen mit den Buchstaben „Kif“ beginnt.

## Kif

### Kiff
- Kiffe, Karl Herman (1927–2004), US-amerikanischer Jazz-Schlagzeuger
- Kiffer-Porte, Suzanne (1901–1985), französische Schwimmerin
- Kiffl, Erika (* 1939), deutsche Fotografin
- Kiffmeyer, John (* 1969), US-amerikanischer SchlagzeugerJohn Kiffmeyer (* 1969)

John Kiffmeyer (* 1969)

- Kiffner, Paula, kanadische Cellistin
- Kiffness, The (* 1988), südafrikanischer Musiker, Produzent und Parodiekünstler

### Kifi
- Kifinger, Franz Seraph (1802–1864), deutscher römisch-katholischer Pfarrer, Lehrer, Schriftsteller und Politiker

### Kifl
- Kifle, Aron (* 1998), eritreischer Langstreckenläufer
- Kifle, Goitom (* 1993), eritreischer Langstreckenläufer
- Kifle, Yonas (* 1977), eritreischer Langstreckenläufer
- Kiflemariam, Samson (* 1984), eritreischer Leichtathlet

### Kifm
- Kifmann, Alfons (* 1946), deutscher Journalist, Chefredakteur und Autor
- Kifmann, Mathias (* 1970), deutscher Volkswirt

### Kift
- Kift, Dagmar (1954–2020), deutsche Historikerin
- Kift, Roy (* 1943), britischer Schriftsteller und Übersetzer

### Kifu
- Kifuji, Kenta (* 1981), japanischer Fußballspieler